# Prosečka vas
Prosečka vas (madžarsko Kölesvölgy, prekmursko Prosečka ves) je naselje v Občini Puconci.